# 松江港
松江港（まつえこう）は、島根県松江市にある地方港湾。港湾管理者は島根県。港則法の適用港である。統計法に基づく港湾調査規則では乙種港湾に分類されている。

## 概要
宍道湖と中海を結ぶ大橋川の水面を利用した港湾で、松江市の中心部に隣接する松江地区と中海に面する馬潟地区で構成される。かつては中海航路（沿岸部・大根島）や隠岐諸島への離島航路が発着し、水上交通の拠点となっていたが、水上交通の衰退後は、中海周辺の工業地帯への物流、宍道湖観光船の発着などに利用されている。
2015年度の発着数は1,802隻（144,438総トン）、利用客数は36,320人（乗込人員18,160人、上陸人員18,160人）である。

## 航路

### 宍道湖観光遊覧船
白鳥観光有限会社により、松江港地区から宍道湖観光遊覧船「はくちょう」が運航されている。1日7便（6便は4月-9月のみ）を運航、乗船時間約1時間で、第一乗船場（東朝日町物揚場）、第二乗船場（伊勢宮物揚場）から発着する。
- 白鳥観光所有はくちょうⅡ
- 白鳥観光第1乗船場待合所
- 白鳥観光第2乗船場

## 港湾施設

### 松江地区
- 伊勢宮物揚場（-2.0m×L=60m）
- 東朝日町物揚場（-4.0m×L=73m）
- 東朝日町物揚場（-4.0m×L=170m）

### 馬潟地区
1930年4月1日から1975年4月1日まで山陰本線の東松江駅から分岐する貨物支線が通じており、馬潟港駅が置かれていた。
- -5.0m岸壁（-5.0m×L=280m）
- -2.0m物揚場（-2.0m×L=122m）